# 陈法文
陈法文（1930年—2025年8月8日），男，浙江乐清人，中华人民共和国政治人物，曾任中共浙江省委副书记，浙江省政协副主席。